# Вайнштейн, Харви
Ха́рви Вайнште́йн (англ. Harvey Weinstein; род. 19 марта 1952[…], Нью-Йорк, Нью-Йорк) — американский кинопродюсер, бывший член правления и сооснователь компании Miramax Films, а также совладелец (вместе со своим братом Бобом) компании The Weinstein Company. Лауреат премий «Оскар» и BAFTA за фильм «Влюблённый Шекспир». Являлся одним из самых влиятельных продюсеров Голливуда. Фильмы, созданные при его участии, неоднократно завоёвывали премию «Оскар» в разных номинациях, в том числе как лучший фильм.
В октябре 2017 года Вайнштейна уволили из The Weinstein Company после того, как десятки актрис обвинили его в сексуальных домогательствах и сексуальном насилии. В феврале 2020 года суд присяжных признал Вайнштейна виновным в сексуальном насилии и изнасиловании. 11 марта 2020 года был приговорён к 23 годам лишения свободы. История обвинений в адрес Вайнштейна породила так называемый эффект Вайнштейна, когда аналогичным обвинениям подверглись другие знаменитости.
24 апреля 2024 года апелляционный суд штата Нью-Йорк отменил приговор Вайнштейну из-за процессуальных нарушений и направил дело на новое рассмотрение.

## Биография
Харви Вайнштейн вырос в еврейской семье из Нью-Йорка. Кроме него, в семье был ещё один ребёнок — его младший брат Боб. Харви окончил среднюю школу «Джон Браун», затем поступил в Университет штата Нью-Йорк в Буффало.
После университета Вайнштейн начал заниматься продюсерской деятельностью. Первыми его проектами стала организация рок-концертов в Буффало в 1970-е годы. Харви вместе с братом Бобом и Корки Бургером работали под лейблом Harvey & Corky Productions. Но оба брата мечтали о создании фильмов, и в конце 1970-х годов на заработанные организацией концертов деньги они открыли небольшую, зато независимую компанию Miramax, которая была названа в честь родителей братьев — Мириам и Макса. Первыми работами Miramax были музыкальные фильмы — вроде «Рок-шоу» с Полом Маккартни.
В 2009 году подписал петицию в поддержку Романа Полански в связи с его уголовным преследованием по уголовному делу 1977 года об изнасиловании 13-летней Саманты Гейли.
Вайнштейн является давним сторонником и участником Демократической партии, включая кампании президента Барака Обамы и кандидатов в президенты Хиллари Клинтон и Джона Керри. Он поддержал президентскую кампанию Хиллари Клинтон в 2008 году и в 2012 году организовал сбор средств для Обамы в своём доме в Вестпорте, Коннектикут.

## Обвинения в сексуальном насилии
5 октября 2017 года The New York Times опубликовала интервью актрисы Эшли Джадд, в котором та рассказала о сексуальных домогательствах со стороны Харви Вайнштейна. После этого совет директоров The Weinstein Company (Роберт Вайнштейн, Лэнс Маеров, Ричард Кенигсберг и Тарака Бен Аммар) сообщил Харви Вайнштейну, что его работа с The Weinstein Company прекращена. Позднее о сексуальных домогательствах со стороны Вайнштейна также рассказали Гвинет Пэлтроу, Анджелина Джоли, Кейт Бланшетт, Ума Турман и десятки других актрис. В общей сложности более 80 женщин обвинили Вайнштейна в приставаниях.
Квентин Тарантино после появления информации о домогательствах Вайнштейна к киноактрисам рассказал, что знал о некоторых эпизодах ещё раньше. В частности, он сослался на рассказ своей бывшей возлюбленной — актрисы Миры Сорвино, которая также стала объектом домогательств со стороны Вайнштейна. Тарантино заявил, что несмотря на это, продолжил работать с продюсером, о чём теперь сожалеет.
История обвинений в адрес Вайнштейна породила так называемый эффект Вайнштейна, когда аналогичным обвинениям подверглись многие знаменитости.
25 мая 2018 года Вайнштейн был арестован детективами полиции Нью-Йорка по обвинению в принуждении Люсии Эванс к оральному сексу в ходе кастинга в офисе Miramax в 2004 году и в изнасиловании неназванной женщины 18 марта 2013 года в номере нью-йоркского отеля сети DoubleTree на Лексингтон-авеню. Он был доставлен в наручниках в суд, где выслушал официальные обвинения, уплатил залог в размере 1 млн долларов и вышел на улицу с браслетом электронного слежения на ноге, обязавшись ограничить свои передвижения поездками по Нью-Йорку и в Коннектикут.
30 мая Большое жюри проголосовало за предание продюсера суду по обвинению в изнасилованиях и уголовно наказуемых сексуальных деяниях.
24 февраля 2020 года, после пятидневного обсуждения, суд присяжных признал Вайнштейна виновным по двум из пяти уголовных обвинений: по одному обвинению в сексуальном насилии первой степени (срок тюремного заключения до 25 лет) и одному изнасилованию третьей степени (до 4 лет). Присяжные признали его невиновным в хищническом сексуальном посягательстве, которое могло бы привести к пожизненному заключению.
11 марта 2020 года Вайнштейна приговорили к 23 годам тюремного заключения. Суд счёл доказанными 2 эпизода уголовного дела. Обвинение просило по этим эпизодам максимальный срок — 29 лет, защита настаивала на 5 годах, ссылаясь на состояние здоровья Вайнштейна. 23 февраля 2023 года Вайнштейна приговорили ещё к 16 годам тюремного заключения за изнасилование. Суд присяжных признал его виновным по трём пунктам обвинения: изнасилование, насильственное оральное совокупление и «проникновение посторонним предметом». Обвинение базировалось на показаниях четырёх женщин, упоминавшихся в суде как Джейн Доу. Четыре других также дали показания о том, что подверглись нападению, но их заявления не привели к предъявлению обвинений. В общей сложности прокуроры вызвали 44 свидетеля для дачи показаний. Вайнштейн настаивал на своей невиновности. Судья Верховного суда Лос-Анджелеса Лиза Ленч приговорила Вайнштейна к максимально возможному сроку из-за его предыдущей судимости.
24 апреля 2024 года апелляционный суд штата Нью-Йорк отменил приговор (2020 года) Вайнштейну из-за процессуальных нарушений и направил дело на новое рассмотрение.

## Личная жизнь
Первая жена — Ив Чилтон Вайнштейн с 1986 по 2004 г. Имеют трёх дочерей (* 1995, 1998, 2002).
Вторая жена — Джорджина Чапман, от брака есть дочь и сын. 10 октября 2017 года Чапман заявила о расставании со своим мужем из-за сексуального скандала.

## Награды

### Американские
- Почётная степень доктора гуманитарных наук[англ.] от Университета штата Нью-Йорк в Буффало (26 сентября 2000)[28]. 11 октября 2017 года Совет попечителей университета принял решение об отзыве почётной степени у Вайнштейна[29].
- «Медаль У. Э. Б. Дюбуа» от Института У. Э. Б. Дюбуа[англ.] при Гарвардском университете (30 сентября 2014)[30][31][32]. Поначалу представители университета не давали никаких комментариев по поводу сексуального скандала[33], но 18 октября 2017 года члены Центра Хатчинса[англ.] по африканским и афро-американским исследованиям единогласным голосованием лишили Вайнштейна данной награды[34][35][36].
- «Гуманитарная премия» от Центра Симона Визенталя (24 марта 2015)[37][38][39]. 10 октября 2017 года Вайнштейн был лишён награды, а его имя было удалено из всех публикаций Центра Симона Визенталя по решению декана и основателя Центра раввина Марвина Хиера[англ.][40].

### Иностранные
- Орден Британской империи степени Почётного командора (Великобритания, 19 апреля 2004)[41]. Вручён генеральным консулом Великобритании в Нью-Йорке Томасом Харрисом[42][43]. 11 октября 2017 года несколько британских политиков обратилось с открытым письмом к премьер-министру Великобритании Терезе Мэй с просьбой лишить Вайнштейна ордена[44][45], и, по некоторым данным, этот вопрос принят к рассмотрению правительственным комитетом по лишению наград[англ.][46][47]. 18 сентября 2020 года лондонская «The Gazette» опубликовала сообщение о том, что Её Величество Королева Елизавета II утвердила решение Комитета по лишению наград в отношении лиц, ранее удостоенных гражданского дивизиона Превосходнейшего Ордена Британской Империи и осужденных за совершение преступлений, «вина которых несовместима с пребыванием в ордене».
- Орден Почётного легиона степени кавалера (Франция, 2 марта 2012)[48][49]. Вручён президентом Франции Николя Саркози на церемонии в Елисейском дворце[50][51]. По данным СМИ, 14 октября 2017 года президент Франции Эмманюэль Макрон поднял перед Советом ордена Почётного легиона вопрос о лишении Вайнштейна данной награды[52][53][54][55]. 15 октября в интервью журналистам телеканала TF1 Макрон подтвердил это решение[56][57][58][59]. В Главной канцелярии ордена пояснили, что окончательное решение будет принято после судебного вердикта по уголовному делу в отношении Вайнштейна[60][61].

## Почести
- Член Британской академии кино и телевизионных искусств[62], попечитель и сопрезидент отделения в Нью-Йорке[63]. 11 октября 2017 года членство Вайнштейна было приостановлено[64][65], а 2 февраля 2018 года он был окончательно исключён из академии[66][67].
- Член Академии кинематографических искусств и наук. 11 октября 2017 года исключён решением Совета управляющих Академии[68][69][70].
- Член Гильдии продюсеров Америки. 30 октября 2017 года по решению Национального совета Гильдии лишён членства пожизненно[71][72][73].
- Член Гильдии режиссёров Америки[74]. 13 октября 2017 года по решению директора гильдии Томаса Шламме начат процесс лишения членства[75]. 16 октября Национальный совет директоров единогласно проголосовал за прекращение производства по случаю Вайнштейна в ожидании его реакции на выдвинутые гильдией обвинения до окончательного решения, которое должно было быть принято 6 ноября[76][77]. Однако Вайнштейн сам отказался от членства, и 30 октября Национальный совет единогласно проголосовал за пожизненное исключение его из гильдии[78].
- Член Американской телевизионной академии[79]. 6 ноября 2017 года голосованием членов Академии лишён членства пожизненно[80][81][82].
- Член[англ.] Британского института кино[83]. 19 октября 2017 года членство было отозвано[84][85][86].

## Избранная фильмография

### Режиссёр
- Держи кулаки (1986)
- Невероятные приключения гномов (1987)
- Это всё она (1999)

### Сценарист
- Сожжение (1981)
- Держи кулаки (1986)
- Это всё она (1999)

### Продюсер
- Сожжение (1981)
- Железо (1990)
- Внезапное богатство (1990)
- В постели с Мадонной (1991)
- Настоящая любовь (1993)
- Час свиньи (1993)
- Криминальное чтиво (1994)
- Детки (1995)
- Дым (1995)
- Постовой на перекрёстке (1995)
- Англичанин, который поднялся на холм, а спустился с горы (1995)
- Английский пациент (1996)
- Крик (1996)
- Джейн Эйр (1996)
- Умница Уилл Хантинг (1997)
- Джеки Браун (1997)
- Влюблённый Шекспир (1998)
- Правила виноделов (1999)
- Другие (2001)
- Властелин колец: Братство Кольца (2001)
- Чикаго (2002)
- Эквилибриум (2002)
- Властелин колец: Две крепости (2002)
- Банды Нью-Йорка (2002)
- Холодная гора (2003)
- Убить Билла. Фильм 1 (2003)
- Властелин колец: Возвращение короля (2003)
- Убить Билла. Фильм 2 (2004)
- Авиатор (2004)
- Фаренгейт 9/11 (2004)
- Волшебная страна (2004)
- Город грехов (2005)
- Клерки 2 (2006)
- Грайндхаус (2007)
- Мгла (2007)
- Крокодил (2007)
- Здравозахоронение (2007)
- Хэллоуин 2007 (2007)
- Наркоз (2007)
- Супергеройское кино (2008)
- Рэмбо IV (2008)
- Чтец (2008)
- Зак и Мири снимают порно (2008)
- Бесславные ублюдки (2009)
- Хэллоуин 2 (2009)
- Капитализм: История любви (2009)
- Стать Джоном Ленноном (2009)
- Девять (2009)
- Бунтующая юность (2009)
- Всё самое лучшее (2010)
- Шанхай (2010)
- Пираньи 3D (2010)
- Король говорит! (2010)
- Дрянная девчонка (2010)
- Боец (2010)
- Крик 4 (2011)
- Красная Шапка против зла (2011)
- Артист (2011)
- Дети шпионов 4D (2011)
- Я не знаю, как она делает это (2011)
- Аполлон 18 (2011)
- МЫ. Верим в любовь (2011)
- Как по маслу (2011)
- 7 дней и ночей с Мэрилин (2011)
- Пираньи 3DD (2012)
- Мой парень — псих (2012)
- Джанго освобождённый (2012)
- Очень страшное кино 5 (2013)
- Мрачные небеса (2013)
- Дворецкий (2013)
- Побег с планеты Земля (2013)
- Долгий путь к свободе (2013)
- В бегах (2013)
- Август: Графство Осейдж (2013)
- Академия вампиров (2014)
- Французская сюита (2014)
- Марко Поло (телесериал) (2014)
- Город грехов 2: Женщина, ради которой стоит убивать (2014)
- Большие глаза (2014)
- Приключения Паддингтона (2014)
- Кэрол (2015)
- Левша (2015)
- Омерзительная восьмёрка (2015)
- Женщина в золоте (2015)
- Крик (телесериал) (2015)
- Шеф Адам Джонс (2015)
- Война и мир (телесериал) (2016)
- Крадущийся тигр, затаившийся дракон: Меч судьбы (2016)
- Джейн берёт ружьё (2016)
- Война токов (2017)
- Тюльпанная лихорадка (2017)
- Ужас Амитивилля: Пробуждение (2017)

### Актёр
- Гори, Голливуд, гори (1998)